# Macarophaeus
Macarophaeus Wunderlich, 2011 è un genere di ragni appartenente alla famiglia Gnaphosidae.

## Distribuzione
Le 4 specie note di questo genere sono state reperite nelle isole Canarie, in Portogallo e sull'isola di Madeira.

## Tassonomia
Le caratteristiche di questo genere sono state determinate sulla base delle analisi effettuate sugli esemplari di Scotophaeus varius Simon, 1893.
Non sono stati esaminati esemplari di questo genere dal 2012.
Attualmente, a ottobre 2015, si compone di 4 specie:
- Macarophaeus cultior (Kulczyński, 1899) — Madeira
- Macarophaeus insignis Wunderlich, 2011 — isole Canarie
- Macarophaeus sabulum Wunderlich, 2011 — Portogallo
- Macarophaeus varius (Simon, 1893)[2] — isole Canarie